# 61912 Storrs
61912 Storrs è un asteroide della fascia principale. Scoperto nel 2000, presenta un'orbita caratterizzata da un semiasse maggiore pari a 2,7280345 UA e da un'eccentricità di 0,0458095, inclinata di 9,01676° rispetto all'eclittica.
L'asteroide è dedicato all'astronomo statunitense Alex Storrs.